# 永遠の夢
『永遠の夢』（えいえんのゆめ）は、百音による日本のケータイ小説。『COMIC魔法のiらんど』にて漫画化もされている。続編は『永遠の願い』。

## 書籍

### 書籍
- 上下巻（竹書房、2006年）
- 続編『永遠の願い』（竹書房、2007年）

### 漫画
- 全2巻（双葉社、2007年10月10日、2007年2月21日）画：月島綾